# Содерце
Содерце или Содерци (на сръбски: Содерце или Soderce) е село в Югоизточна Сърбия, Пчински окръг, Град Враня, община Враня.

## География
Селото е разположено във Вранската котловина, в подножието на планината Карпина. Отстои на 4,5 км западно от окръжния и общински център Враня, на север от село Стропско, на североизток от село Дубница и на юг от село Честелин.

## История
Писмени сведения за селото има от първата половина на XIV век, когато Псодерце е подарено от феодалния владетел Балдоводин и сина му Малюшат на църквата „Свети Никола“ във Враня.
По време на Първата световна война селото е във военновременните граници на Царство България, като административно е част от Вранска околия на Врански окръг.

## Население
Според преброяването на населението от 2011 г. селото има 501 жители.

### Етнически състав
Данните за етническия състав на населението са от преброяването през 2002 г.
- сърби – 325 жители (99,69%)
- мюсюлмани – 1 жител (0,30%)